# Sector Liria
El denominat "Sector Liria" és un conjunt de posicions defensives fortificades projectades per l'Exèrcit Popular de la República entre els termes municipals de Llíria, Benaguasil i Olocau, al País Valencià.

## Descripció
El conjunt va ser construït entorn de la ciutat de Llíria (Camp de Túria) entre 1938 i 1939 durant l'ofensiva de Llevant, a fi de dificultar i retardar un possible avanç cap a València després d'una potencial ruptura del front de la línia XYZ. El disseny es basa en el model de centres de resistència, establert en el manual publicat per Juan Capdevila Elías en 1938.
El "sector Liria" mai va entrar en combat, ja que l'exèrcit revoltat mai va poder sobrepassar la línia XYZ mentre aquesta va ser funcional. El punt més pròxim al front se situava en el vèrtex de la Salada (entre els termes municipals de Abellola i el Toro, entre Aragó i el País Valencià respectivament), establint el front de la XYZ a uns 33 quilòmetres de Llíria.
El "Sector Liria" es compon per 8 centres de resistència i s'erigeix com la línia més avançada de les defenses immediates a València, situant-se a l'avantguarda de la coneguda com a Línia Puig-Carasols o Línia de Defensa Immediata a València, protegint les vies de comunicació entre la línia XYZ i Llíria, estenent-se des de la ribera nord del riu Túria i la serra Calderona.
Amb data de 2023 s'han inventariat prop de 55 elements relacionats amb el "Sector Liria".
La documentació vinculada al "Sector Liria", superposable elaborat per l'Exèrcit Popular (AGMAV M.1462,2) va eixir la llum en 2019 en un treball publicat en la revista "Lauro. Quaderns d'història i societat" núm.12.

Entre els investigadors que han treballat sobre el sector destaquen els historiadors Jordi Romero Màñez i Carles Asensi Torres.

Infografia dels subsectors defensius del "Sector Llíria". (Asensi Torres, C. 2022)

## Valor estratègic de Llíria durant l'ofensiva sobre València
Llíria era en 1938 una populosa ciutat, cap del partit judicial homònim. Amb una població de prop de 10.000 habitants comptava amb infraestructures militars i civils importants per a l'abastiment de materials i tropes al front. Des de juliol de 1938 comença a convertir-se en un dels nuclis principals de la rereguarda republicana.
Per aquell temps, Llíria comptava amb dues estacions de ferrocarril que connectaven amb València, imprescindibles per a la mobilització d'efectius i viandes al front proper, també disposava d'una via de comunicació directa per carretera amb la capital valenciana, l'antiga carretera València-Ademús (hui substituïda per la CV-35) i a més, des de l'octubre de 1936, comptava amb un aeròdrom militar amb capacitat per a albergar grans bombarders com els Tupolev SB-2 (Katiuska) esdevenint un aeròdrom protagonista durant el front de Terol.